# 囊尾蚴
囊尾蚴（Cysticercus）指的是带绦虫属动物的幼虫，可以导致囊虫病。囊尾蚴发现于17世纪晚期。囊尾蚴的中间宿主为猪、牛、羊等动物，囊尾蚴寄生于这些动物的肌肉中，并通过食物传播给人类。

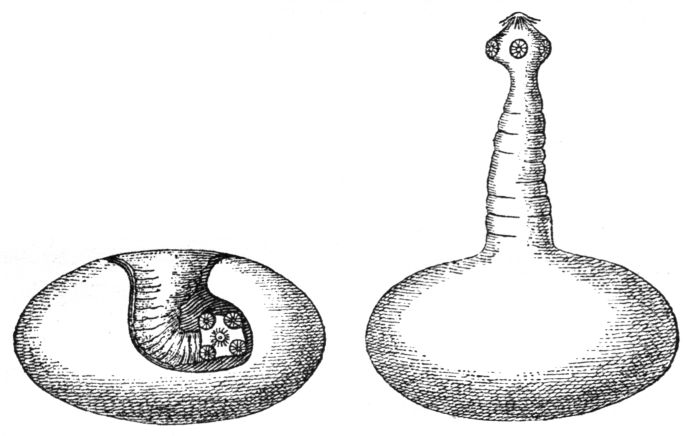